# Orschwihr
Orschwihr là một xã ở tỉnh Haut-Rhin trong vùng Grand Est ở đông bắc Pháp. Xã này có diện tích 7,09 km², dân số năm 1999 là 997 người. Khu vực này có độ cao 259 mét trên mực nước biển.